# بسکتبال قهرمانی باشگاه‌های غرب آسیا ۱۹۹۸
بسکتبال قهرمانی باشگاه‌های غرب آسیا ۱۹۹۸، اولین دوره مسابقات جام قهرمانی غرب آسیا بود، این مسابقات از ۲۳تا ۲۷ فوریه در امان پایتخت اردن برگزار شد.

## جدول رده‌بندی
| تیم     | بازی | برد | باخت | امتیاز |
| الریاضی | ۴    | ۴   | ۰    | ۸      |
| الجزیره | ۴    | ۳   | ۱    | ۷      |
| ذوب آهن | ۴    | ۲   | ۲    | ۶      |
| الوحده  | ۴    | ۱   | ۳    | ۵      |
| المنا   | ۴    | ۰   | ۴    | ۴      |